# Tratado de Whitehall
O Tratado de Whitehall (ou Tratado da Neutralidade Americana) foi um tratado assinado por Luís XIV de França e James II de Inglaterra em novembro de 1686 e foi um acordo para que o conflito continental não afetasse a paz e a neutralidade na Nova França e na Nova Inglaterra. O tratado estipulava que "embora os dois países estivessem em guerra na Europa, as suas colónias na América deveriam continuar em paz e neutralidade." O tratado proibia designadamente cada nação de pescar ou fazer comércio no território da outra, e também proibia cada estado de ajudar tribos ameríndias que estivessem em guerra contra o outro.
O tratado teve curta duração, e foi quebrado pelo rebentamento da Guerra do Rei Guilherme em 1689, a primeira das guerras franco-índias.